# Zerbolò
Zerbolò ist eine italienische Gemeinde mit 1657 Einwohnern (Stand 31. Dezember 2023) in der Provinz Pavia in der Lombardei. Sie liegt auf etwa 68 Metern über dem Meeresspiegel etwa 2,5 Kilometer südlich vom Fluss Ticino und etwa 15 Kilometer westlich von Pavia der Hauptstadt der gleichnamigen Provinz Pavia.

## Ortsteile
Im Gemeindegebiet liegen neben dem Hauptort die Fraktion Parasacco, sowie die Wohnplätze Cascina Caselle, Cascina Dogana, Cascina Guasta, Cascina Limido, Cascina Marzo, Cascina Occhio, Cascina Pavonara, Cascina Sedone und Molino di Limido.